# Athletic Club Sparta Praha 1991-1992
Questa voce raccoglie le informazioni riguardanti l'Athletic Club Sparta Praha nelle competizioni ufficiali della stagione 1991-1992.

## Stagione
Lo Sparta Praga raggiunge il secondo posto in campionato, vincendo la coppa nazionale contro il Tatran Prešov (2-1): questa è la penultima edizione della Coppa di Cecoslovacchia, l'ultima vinta dai granata che con tale vittoria raggiungono i rivali concittadini del Dukla a quota 8 titoli. In Coppa dei Campioni i cechi eliminano Rangers (1-0 a Praga e 1-2 a Glasgow) e Marsiglia (3-2 a Marsiglia e 1-2 a Praga): in entrambe le doppie sfide il passaggio del turno è favorito dalla regola dei gol fuori casa. Nella fase a gironi lo Sparta viene inserito nel gruppo B comprendente Barcellona, Benfica e Dinamo Kiev. Lo Sparta perde a Barcellona (3-2), vince contro gli ucraini in casa (2-1), pareggia contro il Benfica (1-1 sia all'andata sia al ritorno) riuscendo a battere gli spagnoli a Praga (1-0) ma perdendo contro la Dinamo a Kiev 1-0. Alla fine lo Sparta chiude il girone a 6 punti dietro il Barça (9 punti) e davanti a Benfica e Dinamo Kiev.
Per i praghesi è una tra le migliori stagioni europee della storia.

## Calciomercato
Vengono ceduti Stejskal (QPR), Čabala (Kremser), Mlejnek (Bohemians Praga), Trittschuh (Tampa Bay Rowdies), Weber (Union Cheb), Mwitwa (Kabwe Warriors) e nel gennaio del 1992 Bažant (Vítkovice), Bielik (Sanfrecce Hiroshima) e Kukleta (Real Betis).
Vengono acquistati Votava, Mistr, Sopko (Union Cheb), Joksimović (Stella Rossa), Chovanec (PSV) e nel gennaio del 1992 Jeslínek (Hajduk Spalato), Trval (Vítkovice) e Vonásek (Viktoria Plzeň).

## Rosa
| N. |                           | Ruolo | Calciatore     |
| -- | ------------------------- | ----- | -------------- |
|    | Cecoslovacchia (bandiera) | P     | Petr Kouba     |
|    | Cecoslovacchia (bandiera) | P     | Milan Sova     |
|    | Cecoslovacchia (bandiera) | D     | Petr Vrabec    |
|    | Cecoslovacchia (bandiera) | D     | Rudolf Matta   |
|    | Cecoslovacchia (bandiera) | D     | Jan Sopko      |
|    | Cecoslovacchia (bandiera) | D     | Jiří Jeslínek  |
|    | Cecoslovacchia (bandiera) | D     | Michal Horňák  |
|    | Cecoslovacchia (bandiera) | D     | Tomáš Votava   |
|    | Cecoslovacchia (bandiera) | C     | Jozef Chovanec |
|    | Cecoslovacchia (bandiera) | C     | Marek Trval    |

| N. |                           | Ruolo | Calciatore        |
| -- | ------------------------- | ----- | ----------------- |
|    | Cecoslovacchia (bandiera) | C     | Jiří Novotný      |
|    | Cecoslovacchia (bandiera) | C     | Lumír Mistr       |
|    | Serbia (bandiera)         | C     | Dejan Joksimović  |
|    | Cecoslovacchia (bandiera) | C     | Roman Vonásek     |
|    | Cecoslovacchia (bandiera) | C     | Martin Frýdek     |
|    | Cecoslovacchia (bandiera) | C     | Václav Němeček    |
|    | Cecoslovacchia (bandiera) | C     | Jiří Němec        |
|    | Cecoslovacchia (bandiera) | C     | Vítězslav Lavička |
|    | Cecoslovacchia (bandiera) | A     | Pavel Černý       |
|    | Cecoslovacchia (bandiera) | A     | Horst Siegl       |